# Vincenzo Modica
Vincenzo Modica, född den 2 mars 1971, är en italiensk före detta friidrottare som tävlade i maratonlöpning.
Modica deltog vid EM 1998 i Budapest där han slutade på tredje plats i maratonloppet. Han deltog även vid VM 1999 i Sevilla där han slutade tvåa bakom Spaniens Abel Antón. 

## Personliga rekord
- Maraton - 2:11.39